# In Memory of Quorthon
In Memory of Quorthon è un cofanetto del gruppo musicale black metal svedese Bathory, pubblicato nel 2006 dalla Black Mark.

## Il disco
Realizzato in memoria del fondatore della band contiene: materiale dei Bathory, del progetto a nome dello stesso Quorthon e di Jennie Tebler.
La lista delle tracce è stata selezionata da Boss, padre di Quorthon. Tutte le canzoni sono state rimasterizzate. Include un poster di Quorthon preso dalla sessione del Railay Bridge of London del 1987 un libro di 174 pagine.
Il quarto disco è un DVD contenente un video di 11 minuti: One Rode To Asa Bay.

## Tracce

### Disco 1
1. Song to Hall Up High
2. Oden's Ride Over Nordland
3. Twilight of the Gods
4. Foreverdark Woods
5. A Fine Day to Die
6. The Woodwoman
7. I've Had it Coming my Way *
8. Armageddon
9. Born to Die
10. God Save the Queen * (cover dei Sex Pistols)
11. The Sword
12. For All Those Who Died
13. Call From The Grave
14. Born For Burning
15. Boy*

### Disco 2
1. One Rode to Asa Bay
2. The Lake
3. The Land
4. Raise the Dead
5. War Pigs (cover dei Black Sabbath)
6. Enter the Eternal Fire
7. Blood Fire Death
8. Ring of Gold
9. War Machine
10. War
11. Ace of Spades (cover dei Motörhead)
12. Death and Resurrection of a Northern Son
13. The Ravens

### Disco 3
1. The Wheel of Sun
2. Apocalypse
3. Black Diamond (cover dei Kiss)
4. Woman of Dark Desires
5. Destroyer of Worlds
6. Sea Wolf
7. Deuce (cover dei Kiss)
8. The Return of Darkness and Evil
9. Day of Wrath
10. I'm Only Sleeping * (cover dei The Beatles)
11. Ode
12. Hammerheart
13. Heimfard
14. Outro
15. You Just Got to Live *
16. Silverwing **
17. Song to Hall up High **

### DVD
1. One Rode to Asa Bay Video + intervista MTV